# Multinomialsatsen
Multinomialsatsen är, inom matematik, en generalisering av binomialsatsen och är en framställning av ett multinom {\displaystyle (a_{1}+\cdots +a_{m})^{n}} som en summa av potenser i talen {\displaystyle a_{1},\dots ,a_{m}}.

## Satsens lydelse
Låt {\displaystyle a_{1},a_{2},\dots ,a_{m}} vara godtyckliga reella eller komplexa tal och {\displaystyle n} ett godtyckligt naturligt tal. Då kan potensen {\displaystyle (a_{1}+a_{2}+\cdots +a_{m})^{n}} framställas som följande summa:
{\displaystyle (a_{1}+a_{2}+\cdots +a_{m})^{n}=\sum _{k_{1}+\cdots +k_{m}=n}\,{\binom {n}{k_{1},\dots ,k_{m}}}\,a_{1}^{k_{1}}\cdots a_{m}^{k_{m}}.}
Summasymbolen {\displaystyle \sum _{k_{1}+\cdots +k_{m}=n}} indikerar att man skall summera över alla multipler {\displaystyle (k_{1},\dots ,k_{m})} av naturliga tal sådana att deras summa
{\displaystyle k_{1}+\cdots +k_{m}=n.} Symbolen
{\displaystyle {\binom {n}{k_{1},\dots ,k_{m}}}={\frac {n!}{k_{1}!\cdots k_{m}!}}}
där {\displaystyle n!=1\cdot 2\cdot \cdots \cdot n} (se fakultet), kallas multinomialkoefficient och är en generalisering av
binomialkoefficienten {\displaystyle {\binom {n}{k}}}.

## Exempel: Trinom
Trinomet {\displaystyle (a_{1}+a_{2}+a_{3})^{2}} kan beräknas direkt genom utveckling av kvadraten eller genom användning av multinomialsatsen.
Multinomialsatsen kräver tripler
{\displaystyle (k_{1},k_{2},k_{3})} där komponenterna
{\displaystyle k_{1}},{\displaystyle k_{2}} och {\displaystyle k_{3}} är heltal i mängden {\displaystyle \{0,1,2\}} sådana att deras summa är {\displaystyle k_{1}+k_{2}+k_{3}=2.} De möjliga triplerna är {\displaystyle (1,1,0),\;(1,0,1),\;(0,1,1),\;(0,0,2),\;(0,2,0)} och {\displaystyle (2,0,0)}.
Det kan noteras att problemet att bestämma de möjliga triplerna är identiskt med problemet att finna antalet sätt att skriva talet 2 som en summa av tre naturliga tal. Den generella multinomialsatsen kräver en lösning till problemet att bestämma antalet sätt som det naturliga talet n kan skrivas som en summa av m naturliga tal.
Multinomialkoefficienterna associerade med de olika triplerna ovan är
{\displaystyle {\binom {2}{1,1,0}}={\frac {2!}{1!1!0!}}=2={\binom {2}{1,0,1}}={\binom {2}{0,1,1}}}
och
{\displaystyle {\binom {2}{0,0,2}}={\frac {2!}{0!0!2!}}=1={\binom {2}{0,2,0}}={\binom {2}{2,0,0}}.}
Multinomialsatsen ger oss potensen {\displaystyle (a_{1}+a_{2}+a_{3})^{2}}
som summan
{\displaystyle {\binom {2}{2,0,0}}a_{1}^{2}\,a_{2}^{0}\,a_{3}^{0}+{\binom {2}{0,2,0}}a_{1}^{0}\,a_{2}^{2}\,a_{3}^{0}+{\binom {2}{0,0,2}}a_{1}^{0}\,a_{2}^{0}\,a_{3}^{2}+{\binom {2}{1,1,0}}a_{1}^{1}a_{2}^{1}a_{3}^{0}+}
{\displaystyle +{\binom {2}{1,0,1}}a_{1}^{1}\,a_{2}^{0}\,a_{3}^{1}+{\binom {2}{0,1,1}}a_{1}^{0}\,a_{2}^{1}\,a_{3}^{1},}
vilket, med de beräknade multinomialkoefficienterna, är
{\displaystyle a_{1}^{2}+a_{2}^{2}+a_{3}^{2}+2\,a_{1}\,a_{2}+2\,a_{1}\,a_{3}+2\,a_{2}\,a_{3}.}